# Akatzirové

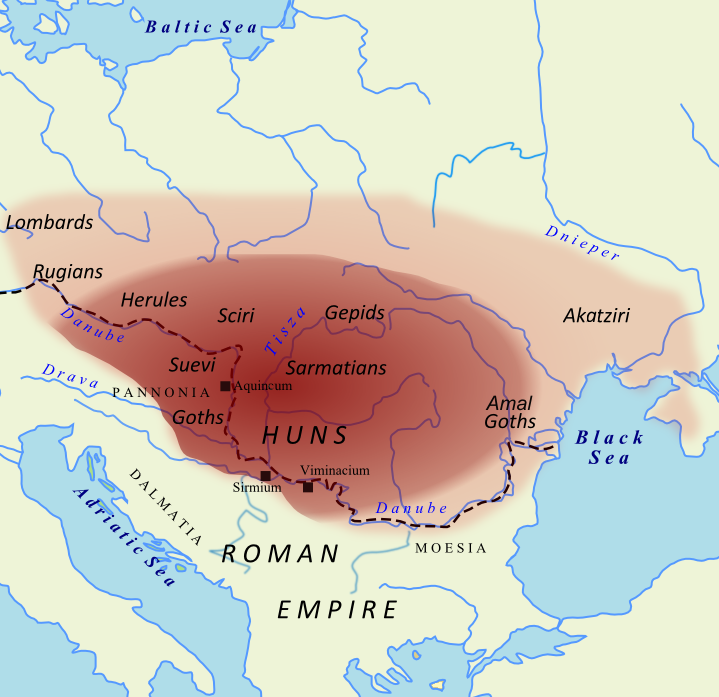
Umístění Akatzirů v říši Hunů

Akatzirové (starořecky Άκατίροι, Άκατζίροι, Akatiroi, Akatziroi, latinsky Acatziri), známí také jako Akatirští Hunové (Akatiri Hunni), byli starověký kočovný kmen snad skytského nebo turkického původu, který obýval oblasti severně od Černého moře a kolem města Cherson na Krymu. Zdá se, že v 6. století bylo město plně pod jejich kontrolou. Etnicita Akatzirů zůstává nejasná. V 5. století je byzantský historik Priskos popisuje jako etnické Skyty, ale jsou označováni také za Huny (Akatiri Hunni). Akatzirové byli blízkými spojenci Hunů. Jordanes je považuje za mocný národ chovatelů dobytka a lovců, nikoli zemědělců.
Východořímský císař Theodosius II. dokonce vyslal k Akatzirům vyslance, aby je odradil od spojenectví s hunským vládcem Attilou. Kvůli tomu, že byli rozdělení do různých klanů vedených různými vůdci, nečinilo římskému vyslanci potíže podkopat jednotu Akatzirů štědrými dary, následně jeden z jejich náčelníků jménem Karadach (Kouridachos) varoval Attilu před ostatními akatzirskými vůdci. Roku 447 nebo 448 Hunové zahájili proti nim úspěšné tažení, která mělo za následek dosazení Attilova syna Ellaka za vládce Akatzirů. Kolem roku 463 byli Akatzirové a další členové hunského svazu napadeni Saragury, kočovným kmenem, který jako první z Oghurů vstoupil do pontské oblasti. Poté zmizeli podobně jako Hunové, patrně byli stejně jako oni pohlceni jinými etnickými skupinami v důsledku velkého migrování národů, snad právě zmíněnými Saragury. Priskos dodává, že hunští vládci Ernak a Dengizich roku 463 vyslali představitele Saragurů, Oghurů a Onogurů do Konstantinopole se zprávou císaři, že byli ze své vlasti vyhnáni Sabiry. Ti byli ve své asijské domovině napadeni Avary. Podle jiné hypotézy mohli Akatzirové být částečně předky Chazarů.
Spojitost pojmů Akatzirové a Agathyrsové coby synonym je zpravidla odmítána.